# Sierra de Fates
Sierra de Fates, sierra de la provincia de Cádiz, situada en el término de Tarifa, conocida por las formaciones rocosas llamadas órganos, se divisa perfectamente desde el puerto de Bolonia. Su altura sobre el nivel del mar es de 652 m.

## Protección
La Sierra pertenece al parque natural Los Alcornocales, estando bajo otras figuras de protección ambiental adicionales como ZEPA o LIC.